# ルチアーノ・ファヴェーロ
ルチアーノ・ファヴェーロ（Luciano Favero、1957年10月11日 - ）は、イタリア・サンタ・マリーア・ディ・サーラ出身の元サッカー選手。現役時代のポジションはDF。

## 経歴
1984年、アヴェッリーノからSSラツィオへの移籍が決定的であったが、急転直下、ユヴェントスへと移籍することとなった。
ユヴェントスにはクラウディオ・ジェンティーレの後継者として加入した。ユヴェントスでプレーした5シーズン、レギュラーを務め、200試合以上に出場、インターコンチネンタルカップ、チャンピオンズカップ優勝などに貢献した。1990-91シーズン終了後、エラス・ヴェローナで現役を終えた。

## タイトル
ユヴェントス
- セリエA：1985–86
- チャンピオンズカップ : 1984-85
- インターコンチネンタルカップ : 1985